# Drynaria
Drynaria es un género de helechos perteneciente a la familia  Polypodiaceae. Es originario del Sudeste de Asia.

## Taxonomía
Drynaria fue descrito por (Bory) J.Sm. y publicado en Journal of Botany, being a second series of the Botanical Miscellany 4: 60. 1842. La especie tipo es: Drynaria quercifolia (L.) J. Sm. 

## Especies
- Drynaria angusta (Humb. & Bonpl. ex Willd.) Fée
- Drynaria bonii H. Christ
- Drynaria cordifolia (L.) Fée
- Drynaria delavayi H. Christ
- Drynaria fortunei (Kunze ex Mett.) J. Sm.
- Drynaria fulva (M. Martens & Galeotti) Fée
- Drynaria laurentii (H. Christ) Hieron.
- Drynaria mollis Bedd.
- Drynaria parishii (Bedd.) Bedd.
- Drynaria propinqua (Wall. ex Mett.) Bedd.
- Drynaria quercifolia (L.) J. Sm.
- Drynaria rigidula (Sw.) Bedd.
- Drynaria roosii Nakaike
- Drynaria sinica Diels
- Drynaria sparsisora (Desv.) T. Moore
- Drynaria willdenowii (Bory) T. Moore